# Мария Олех
Мария Агата Олех (на полски: Maria Olech) е полска биоложка и антарктическа изследователка. Известна е с изследванията си в областта на лихенологията и микологията в Антарктика и Арктика. На нейно име са наречени Олехските хълмове в Южните Шетландски острови.

## Биография
Родена е през 1941 г. в Нови Сонч, Полша. През 1963 г. завършва магистратура по биология в катедрата по биология и науки за Земята на Ягелонския университет в Краков, Полша. След това, през 1968 г., защитава докторска дисертация по лихенология в Института по ботаника на Ягелонски университет. Дисертацията ѝ е на тема: Stosunki lichenologiczne Beskidu Sądeckiego.
Олех работи върху таксономията, биоразнообразието, екологията, биогеографията и адаптациите на лихенизирани и лихеникозни гъби в планините и полярните региони. Прави изследвания за тежки метали и радионуклиди замърсители на околната среда в Антарктика и други антропогенни въздействия върху сухоземните антарктически екосистеми. Описала е около 100 водорасли, лишеи, гъби, лихеноидни гъби, които са нови за науката.
В периода 1968 – 1971 г. е научен сътрудник в Института по ботаника на Ягелонски университет, където организира лабораторията и хербариума от лишеи. След това е назначена за асистент в Института по ботаника Ягелонски университет (1971 – 1986) и е избрана за доцент. През 1986 – 1992 г. е професор в Института по ботаника на Ягелонски университет, където организира отдел Полярни изследвания и документация.
В периодите 1991 – 1993 и 2005 – 2006 г. ръководи полската антарктическа станция. Тя е ръководител на катедрата по полярни изследвания и документация към Ягелонския университет (1996 – 2011). Участва и води няколко арктически и антарктически експедиции. През 2001 г. става член на Клуба на откривателите в САЩ.